# Finnische Fußballmeisterschaft 1924
Die finnische Fußballmeisterschaft 1924 war die 16. Saison der höchsten finnischen Spielklasse im Herrenfußball.
Åbo IFK gewann die Meisterschaft.

## Ergebnisse

### Halbfinale
|                      | Ergebnis |                |
| -------------------- | -------- | -------------- |
| Helsingin Palloseura | 8:2      | Viipurin Sudet |
| Åbo IFK              | 2:2      | Kronohagens IF |

Entscheidungsspiel
|         | Ergebnis |                |
| ------- | -------- | -------------- |
| Åbo IFK | 3:2      | Kronohagens IF |

### Finale
|         | Ergebnis |                      |
| ------- | -------- | -------------------- |
| Åbo IFK | 4:3      | Helsingin Palloseura |